# Cedric Ogbuehi
Cedric Ogbuehi, född den 25 april 1992 i Allen i Texas, är en amerikansk professionell amerikansk fotbollsspelare som är free agent. Ogbuehi är offensive tackle.

## Karriär
Ogbuehi spelade på college för Texas A&M Aggies innan han draftades av Cincinnati Bengals 2015 i första omgången.
Ogbuehi har spelat i National Football League (NFL) för Cincinnati Bengals (2015–2018), Jacksonville Jaguars (2019), Seattle Seahawks (2020–2021), Baltimore Ravens (2021) och New York Jets (2022).